# Luis Gerardo Bucci
Luis Gerardo Bucci (Caracas, Venezuela, 27 de noviembre de 1979) es un periodista y presentador venezolano. 
Es conocido por conducir el programa Deportes CNN  en CNN en Español y los segmentos de deportes más importantes de la mencionada cadena internacional. En el 2017 fue nombrado por la reconocida revista Sports Illustrated como uno de los 30 hispanos más influyentes en el mundo del deporte.

## Biografía
Luis Gerardo obtuvo su licenciatura en Comunicación Social en la Universidad Santa María y su mención es Periodismo Audiovisual. Además, tiene una especialización en Periodismo Deportivo en la Universidad Simón Bolívar. Luis Gerardo habla español, inglés e italiano.

### Inicios
Comenzó su carrera profesional en varias radios en su natal Venezuela y sus primeros pasos en televisión fueron en RCTV, donde fue productor y comentarista de los Juegos Olímpicos de Atenas 2004, las Eliminatorias al Mundial de Alemania y Grandes Ligas. En 2006, Luis Gerardo, continuó su carrera profesional en Telesur durante dos años.

### Carrera internacional
Después de su experiencia en la radio y la televisión venezolana se mudó a Miami. Allí trabajó como conductor del programa Deportes de Primera de XM Deportivo. Seguidamente fue contratado por la cadena GOLTV como relator y presentador de GolTVNews. Simultáneamente fue presentador del segmento de deportes de Telemundo 51 en la ciudad de Miami. En el 2011 fue contratado por CNN como productor y presentador de Deportes CNN, y en 2012 pasó a ser el conductor principal del programa y de los segmentos de deportes de Nuestro Mundo, Directo USA y Panorama Mundial. Luis es invitado eventualmente al programa de Dinero para compartir su visión de la economía y el deporte.

## Vida personal
Luis Gerardo Bucci es nacido en Venezuela pero de origen italiano. Su padre nació en Bari, Italia. Por esa razón, Luis Gerardo creció muy apegado a la cultura y tradición italiana, entre ellas el fútbol. Su equipo favorito es el AC Milan.[cita requerida]